# Rexroth
Rexroth oder Rexrodt ist ein seltener deutscher Familienname.

## Verbreitung
Der Ursprung und die Hauptverbreitung des Namens Rexroth liegen im Odenwald und entlang des Mains bis in den angrenzenden Spessart hinein. Die Vorfahren der Odenwälder Rexroth lassen sich bis nach
Wanfried a. d. Werra bei Eschwege im Werra-Meißner-Kreis zurückverfolgen. Weltweit bekannt ist der Name durch das Industrieunternehmen Rexroth im Odenwald und in Lohr am Main, das heute unter Bosch Rexroth AG firmiert.
Der weitaus ältere und seltenere Name Rexrodt tritt ursprünglich vor allem in Nordost-Hessen entlang der Werra (Werra-Meißner-Kreis) auf. Später vereinzelt auch in Thüringen und im weiteren Umkreis.
Der wohl bekannteste Namensträger dieser Linie ist der Politiker (FDP) Günter Rexrodt. Er war von 1993 bis 1998 Bundesminister für Wirtschaft.
In den USA sind vor allem die Schreibweisen Rexroad bzw. Reck(s)rode verbreitet.

## Namensträger
- Alan Rexroth (* 1973), deutscher Filmemacher, Produzent und Regisseur
- Alfred Rexroth (1899–1978), deutscher Ingenieur, Unternehmer und Anthroposoph
- Dieter Rexroth (1941–2024), deutscher Musikwissenschaftler und Dramaturg
- Frank Rexroth (* 1960), deutscher Historiker
- Georg Ludwig Rexroth 1902–1992, Eisenwerkbesitzer
- Günter Rexrodt (1941–2004), deutscher Politiker (FDP) und von 1993 bis 1998 Bundesminister für Wirtschaft
- Hermann Georg Rexroth (1907–1944), deutscher Schriftsteller
- Kenneth Rexroth (1905–1982), US-amerikanischer Dichter, Übersetzer und Essayist.
- Matthias Rexroth (* 1970), deutscher Sänger

## Herkunft, Frühgeschichte und adelige Abstammung
Ab dem 13. Jahrhundert taucht das adelige Rittergeschlecht von Reckrodt erstmals in Urkunden als von Re(c)kerade,  von Reckerode, von Recherod  und von Reck(s)rodt an unterschiedlichen Orten in Hessen und Thüringen auf. Der Einfachheit halber wird im folgenden Text die allgemeine Schreibweise von Recksrodt für das ritterliche Adelsgeschlecht verwandt.
Der Name wird im Zusammenhang mit verschiedenen Besitztümern, Lehen und Klöstern genannt.
Einige Ortschaften, Gemarkungen und Wüstungen tragen den Namen bis in die Neuzeit:
- Reckrod (Marktgemeinde Eiterfeld, Landkreis Fulda)
- Reckerode (Gemeinde Kirchheim, Landkreis Hersfeld-Rotenburg)
- Reckenroth (Verbandsgemeinde Katzenelnbogen, Rhein-Lahn-Kreis)

In der Chronik von Reckenroth ist 1253 die Rede von einem Ritter Dietrich von Recherode (bzw. 1284 von Rekerade). Er gehörte 1253 zum Gefolge der Herren von Molsberg und schenkte 1284 mit seiner Frau Gisela den Klöstern Marienstatt (Westerwaldkreis), Thron und Gnadenthal Hof und Güter zu Eufingen bei Dauborn (Landkreis Limburg-Weilburg).
- Wüstung Reckerode (Gemeinde Wüstheuterode, Landkreis Eichsfeld)
- Wüstung Reinwerkerode (bei Melsungen, Schwalm-Eder-Kreis)

in seinen verschiedenen Ausprägungen:
- 1303 Reywikerode
- 1414 Reywegerade
- 1445 Regkerade
- 1447–1454 Rengkenrade oder Reyngkenrade
- 1460 Redewerkerade
- 1463 Reybeckerade
- 1495–1534 Reckerode
- 1575 Rückeroda.

In einer Urkunde vom 9. Februar 1330 in der Chronik von Christerode (bei Neukirchen (Knüll), Schwalm-Eder-Kreis) heißt es:
Der Knappe Konrad von Reckerode (Cunrad von Reckerade) und/oder seine Frau Phye verkauft ein im Dorf Christerode gelegenes Gut an den Grafen Johann von Ziegenhain und erhält dafür die Mühle zu Hausen (Gemeinde Knüllwald, Schwalm-Eder-Kreis) als Lehnsbesitz.
(Urkunde Staatsarchiv Marburg, Grafschaft Ziegenhain 1330)
Das räumlich relativ dichte Auftreten von Personen und Ortschaften lässt einen Zusammenhang zwischen Ortsnamen und dem Rittergeschlecht von Recksrodt als sehr wahrscheinlich vermuten. Ob sich der Name auf etwaige Ortsbezeichnungen gründet oder umgekehrt ist fraglich.
Ab dem 15. Jahrhundert findet sich eine weite Ausbreitung des Geschlechtes in Hessen und Thüringen entlang der Werra. In dieser Zeit lassen sich die ersten zusammenhängenden Stammbaumfragmente nachweisen.
Das Geschlecht war in Besitz vieler Burgen und spielte eine wichtige Rolle als Söldner, Geistliche, Amtsmänner und andere Würdenträger.

## Übergang zu bürgerlichen Familien Rexrodt/Rexroth
Es gibt keinen direkten Nachweis zum Übergang des adeligen, hessisch-thüringischen Rittergeschlechtes von Recksrodt zur bürgerlichen Familie Recksrodt/Rexrodt/Rexroth.